# Рефет Елмазі
Рефет Елмазі (мак. Рефет Елмази, алб. Refet Elmazi; 5 вересня 1959, Теново) — македонський політик албанського походження, високопосадовець ДПА, колишній заступник міністра внутрішніх справ і чиновник в Управлінні безпеки та контррозвідки. Його називають людиною брудних ігор Тачі  .

## Біографія
Елмазі народився 5 вересня 1959 року в селі Теново, община Брвениця. Закінчив 19 лютого 1984 року факультет захисту Університету «Св. Кирила і Мефодія» в Скоп’є. З 1984 по 1998 рік працював учителем у середній школі «Кіріл Пейчинович» у Тетово, а з 1998 по 2000 рік був заступником міністра в Міністерстві оборони Македонії. З 2000 по 2002 рік в уряді Любко Георгієвського він був заступником міністра внутрішніх справ, і знову з 21 вересня 2006 року обіймав цю посаду до початку 2008 року, коли подав у відставку. Високі посади Елмазі сповнені інцидентів і суперечок, у яких міжнародна спільнота вказує на його безпосередню участь у виборчому насильстві та інцидентах. Наприкінці 2009 року Елмазі залишив посаду члена президента ДПА та подав заяву про відставку .